# Auscultación

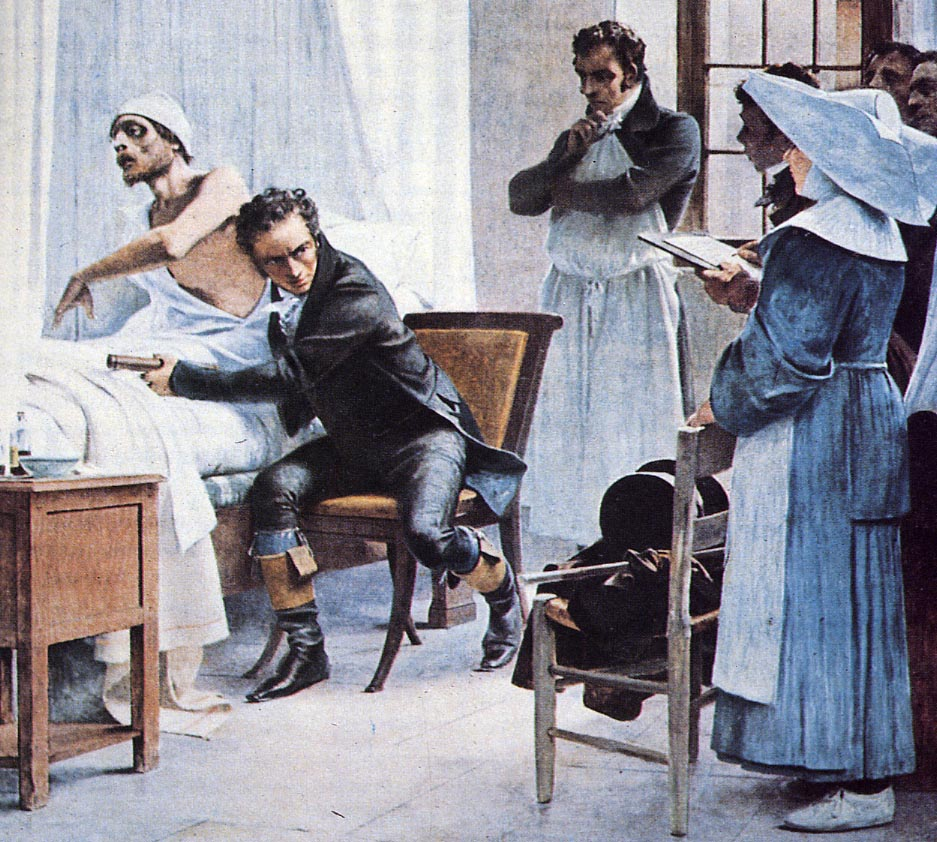
El médico francés René Laënnec auscultando un paciente ante sus estudiantes.

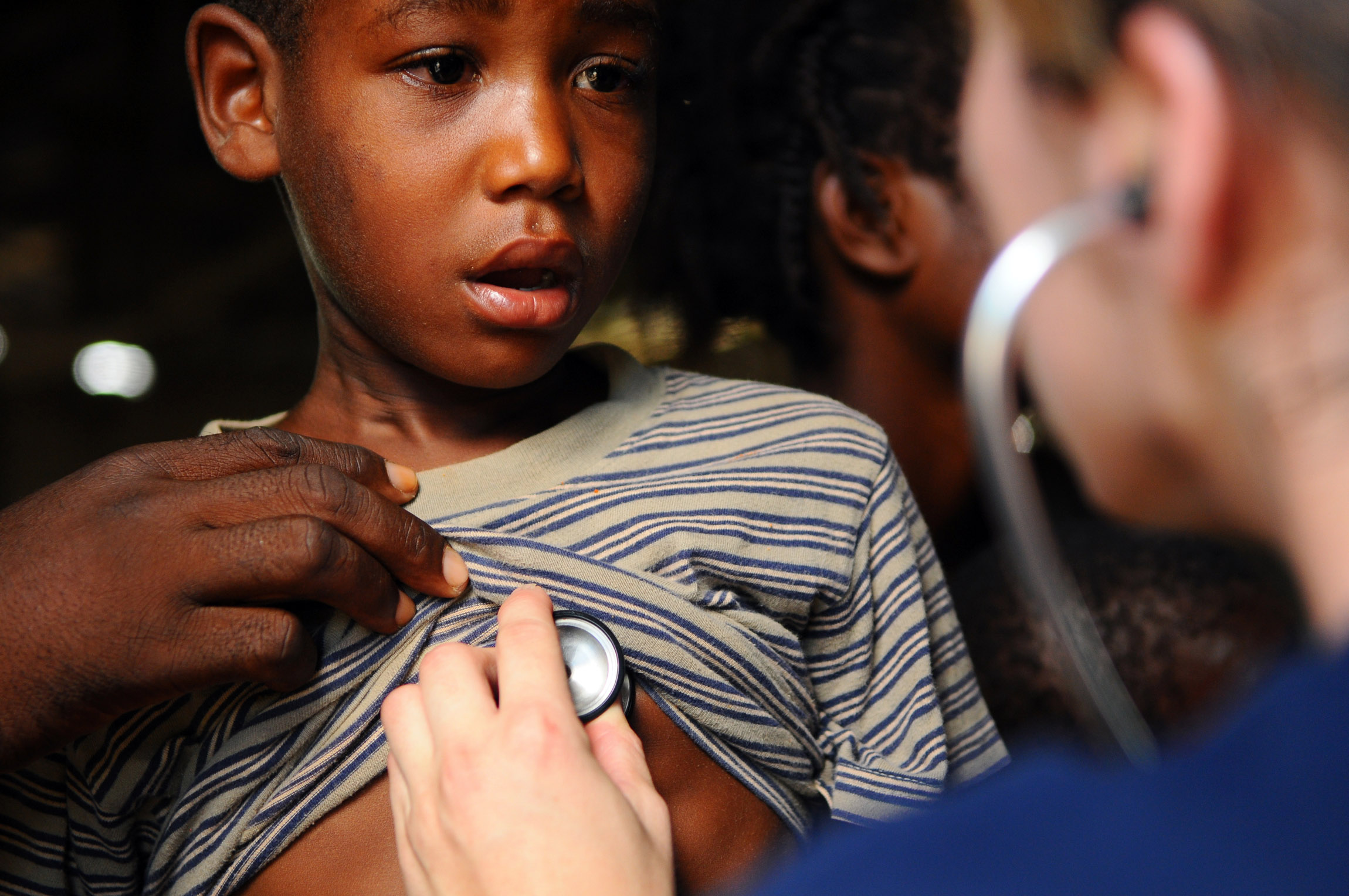
Médico usando estetoscopio para examen médico de un niño.

La auscultación es un procedimiento clínico de exploración física que consiste en escuchar de manera directa o por medio de instrumentos como el estetoscopio (o fonendoscopio), el área torácica o del abdomen, para valorar los sonidos normales o patológicos producidos en los órganos (contracción cardíaca, soplos cardíacos, peristaltismo intestinal, sonidos pulmonares, etc.). Los ruidos más comunes encontrados a nivel patológico son roncus, crepitus (o crepitantes), sibilancias y estertores.

## Formas de auscultación
Existen tres maneras principales de auscultar a un paciente:
- Auscultación inmediata: consiste en aplicar directamente la oreja del médico sobre la pared corporal del paciente. Esta forma de auscultación está prácticamente abandonada.
- Auscultación mediante trompa: consiste en emplear un tubo rígido con forma de trompeta, aplicando la parte más ancha sobre el cuerpo del paciente y la parte más estrecha en el oído del médico. Esta técnica ha sido utilizada antiguamente por los obstetras para la auscultación fetal, substituida en la actualidad por la ecografía.
- Auscultación mediante estetoscopio o mediata: es la auscultación universalmente más extendida. Consiste en aplicar la membrana del estetoscopio sobre el cuerpo del paciente, que va conectada mediante un tubo flexible a unos auriculares. Con este instrumento se mejora la acústica.

## Localización de la auscultación

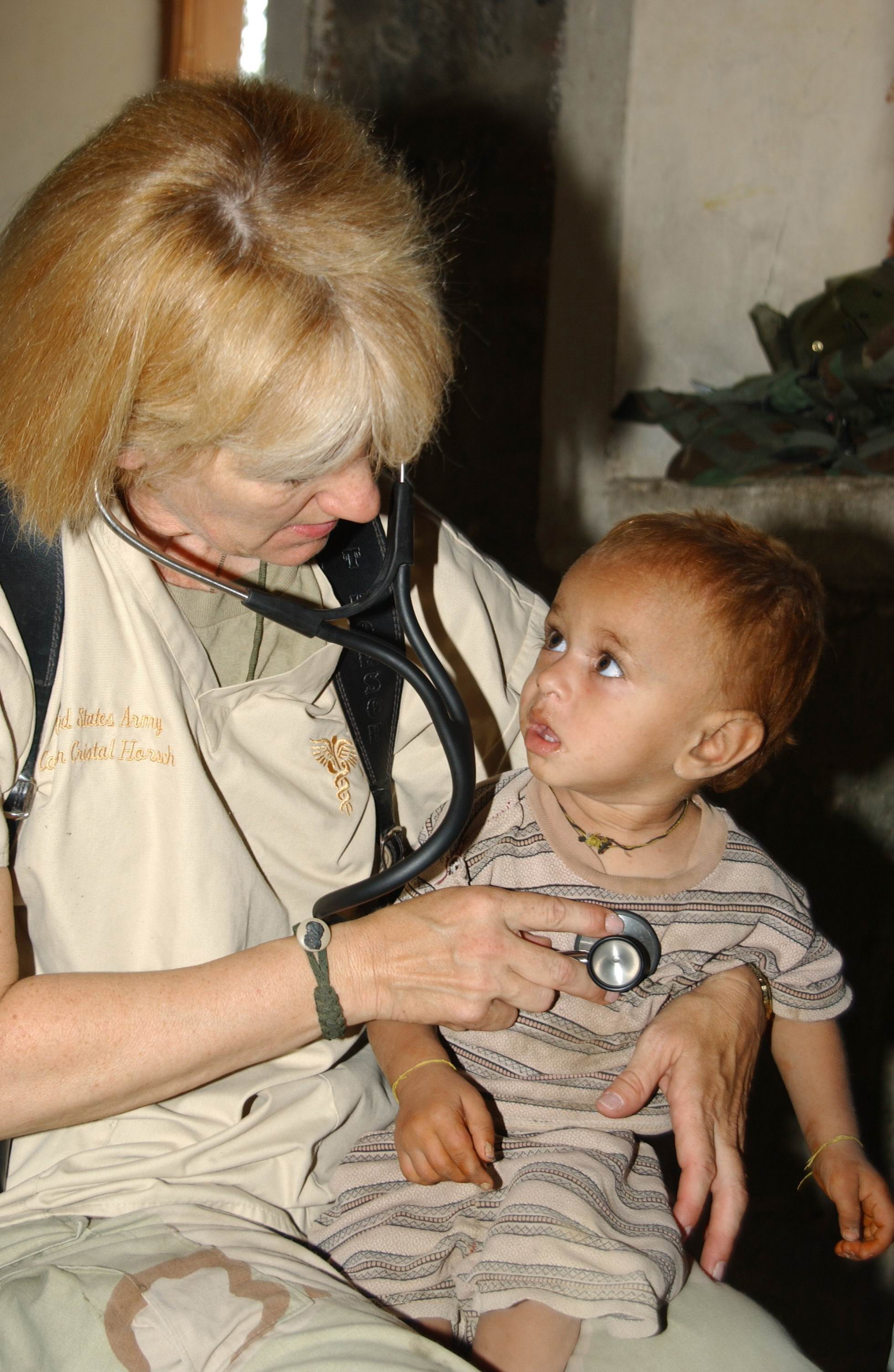
Auscultación cardíaca

### Auscultación pulmonar
La auscultación pulmonar es la técnica exploratoria más importante para evaluar el flujo de aire por el árbol traqueobronquial. Junto con la percusión, ayuda a evaluar el estado de los pulmones y del espacio pleural. La auscultación consiste en escuchar 1) los ruidos generados por la respiración, 2) los ruidos adventicios (añadidos) y 3) si se sospecha alguna anomalía, los ruidos de la voz hablada o susurrada del paciente que se transmiten hasta la pared torácica.
El paciente se colocará sentado o de pie. El fonendoscopio se sitúa a cada lado de la columna vertebral, en los costados y en la cara anterior del tórax. Mientras tanto, el paciente va respirando según las indicaciones del médico. 
Tipos de sonidos auscultatorios pulmonares normales
- Laringotraqueal:

Este ruido se percibe con mayor intensidad en laringe, tráquea y esternón. Característicamente, es un ruido brusco y soplante que se emite durante la espiración.
- Murmullo vesicular:

Este ruido se percibe en todas aquellas partes en que el pulmón esté en contacto con el tórax. Se ausculta en el tórax posterior, a nivel de vértice, partes medias y bases de los pulmones. Se origina por la entrada de aire hacia los alvéolos pulmonares durante la inspiración. Característicamente, es suave y armónico. Cuando se considera normal se denomina «murmullo vesicular conservado». El murmullo vesicular está disminuido o incluso ausente si hay obstrucción bronquial, enfisema, neumotórax o derrame pleural. Si, por el contrario, existe condensación pulmonar, el murmullo vesicular normal cambia, es más agudo y se denomina ruido bronquial o soplo bronquial.
- Ruidos añadidos
- Roncus/sibilancias:

Son sonidos de timbre alto(sibilancias) o grave (roncus) producidos por el paso de aire a través de vías aéreas estrechadas. En el asma son preferentemente espiratorios y agudos, en la bronquitis son más graves y pueden oírse tanto en inspiración como en espiración.
- Crepitantes:

Son sonidos discontinuos, inspiratorios o teleinspiratorios, producidos por la entrada de aire en un alveolo ocupado o colapsado. Son, por tanto, un signo de condensación. Se pueden modificar con la tos. También pueden auscultarse en la fibrosis pulmonar, en cuyo caso se les denomina tipo de “Velcro®”, o en bronquios dilatados llenos de secreciones, como en las bronquiectasias o las bronquitis agudas.
- Roce pleural:

Se produce por la fricción entre la pleura visceral y la parietal cuando estas se han vuelto rugosas por el depósito de un exudado fibroso, produciendo un sonido simula el roce de cuero o un crujido. Es muy similar a los crepitantes, pero se diferencia de ellos porque el roce tiene un componente inspiratorio y otro espiratorio.
- Sonidos vocales:

Los sonidos vocales se transmiten desde la laringe hasta la pared torácica a semejanza de los ruidos respiratorios. Una disminución de la transmisión de las vibraciones vocales se encuentra en el derrame pleural, el neumotórax y en la obstrucción de un bronquio grueso (atelectasia), mientras que en la condensación adquieren un tono agudo (broncofonía) y la voz susurrada se ausculta mucho mejor con el fonendoscopio (petoriloquia áfona).
| Principales alteraciones de la exploración del aparato respiratorio en diferentes situaciones | Principales alteraciones de la exploración del aparato respiratorio en diferentes situaciones | Principales alteraciones de la exploración del aparato respiratorio en diferentes situaciones | Principales alteraciones de la exploración del aparato respiratorio en diferentes situaciones | Principales alteraciones de la exploración del aparato respiratorio en diferentes situaciones | Principales alteraciones de la exploración del aparato respiratorio en diferentes situaciones | Principales alteraciones de la exploración del aparato respiratorio en diferentes situaciones |
|                                                                                               | Condensación                                                                                  | Atelectasia (bronquio gran calibre)                                                           | Atelectasia (bronquio fino)                                                                   | Derrame pleural                                                                               | Neumotórax                                                                                    | Enfisema                                                                                      |
| --------------------------------------------------------------------------------------------- | --------------------------------------------------------------------------------------------- | --------------------------------------------------------------------------------------------- | --------------------------------------------------------------------------------------------- | --------------------------------------------------------------------------------------------- | --------------------------------------------------------------------------------------------- | --------------------------------------------------------------------------------------------- |
| Percusión                                                                                     | Mate                                                                                          | Mate                                                                                          | Mate                                                                                          | Mate                                                                                          | Hiperclara                                                                                    | Hiperclara                                                                                    |
| Sonidos respiratorios                                                                         | Bronquiales                                                                                   | Disminuidos o ausentes                                                                        | Bronquiales                                                                                   | Disminuidos o ausentes                                                                        | Disminuidos o ausentes                                                                        | Disminuidos Espiración alargada                                                               |
| Sonidos vocales                                                                               | Aumentados Egofonía, pectoriloquia áfona                                                      | Disminuidos o ausentes                                                                        | Aumentados Egofonía, pectoriloquia áfona                                                      | Disminuidos o ausentes                                                                        | Disminuidos o ausentes                                                                        | Normales o disminuidos                                                                        |
| Sonidos añadidos                                                                              | Crepitantes                                                                                   | Ninguno                                                                                       | Ninguno                                                                                       | Roce pleural (en ocasiones)                                                                   | Ninguno                                                                                       | Ninguno Roncus o crepitantes si bronquitis asociada                                           |

### Auscultación cardíaca
El fonendoscopio se coloca en unos puntos determinados en la cara anterolateral izquierda del tórax para escuchar los sonidos cardiacos mientras el paciente sentado inspira, espira y mantiene el aliento siguiendo las indicaciones del médico. Con la auscultación cardiaca se oyen los latidos cardiacos y los soplos que pueden indicar un trastorno de las válvulas cardiacas.
A menudo se auscultan pulmones y corazón en un mismo procedimiento, lo que se llama auscultación cardio-pulmonar o ACP.

### Auscultación digestiva
Al aplicar la campana del fonendoscopio sobre los distintos cuadrantes del abdomen se escuchan los movimientos intestinales, que según su frecuencia o intensidad indican normalidad o patología.12

### Otros tipos de auscultación
Se sospecha de una rara e infrecuente maniobra realizada por un estudiante de medicina, la misma consiste en la auscultación testicular, o maniobra de Koss. En honor a su creador Alan Koss. Aun se desconoce su utilidad y eficacia.

### Auscultación Doppler
Utilizando un Doppler continuo de 2 MHz, similar al empleado en obstetricia para la auscultación de latidos fetales, es posible auscultar movimientos valvulares y flujos sanguíneos en el corazón adulto. Esta técnica permite explorar fenómenos indetectables a la auscultación clásica con estetoscopio y ha demostrado una sensibilidad superior en el diagnóstico de valvulopatías aórticas y alteraciones en la relajación diastólica del ventrículo izquierdo. Debido a que las bases físicas de la auscultación Doppler difieren de las del estetoscopio clásico, ha sido sugerido que ambos métodos pueden complementarse mejorando el rédito diagnóstico del examen físico cardiovascular.

## Normas durante la auscultación
- Efectuar auscultación directa.
- Utilizar en forma adecuada el estetoscopio durante la auscultación indirecta.